# Venturi LC92
La Venturi LC92 (nota anche come Venturi Larrousse LC92 o Larrousse LC92) è una monoposto di Formula 1, costruita dalla Fomet e utilizzata dalla scuderia francese Larrousse per partecipare al campionato mondiale di Formula 1 1992.
Progettata da Robin Herd, Michel Tétu e Tino Belli, sostituiva la Lola LC91 usata nella stagione precedente, dopo che la Larrousse aveva concluso il contratto con Lola. La LC92 utilizzava un motore Lamborghini LE3512 V12 da 3,5 litri. La vettura portava il nome della Venturi, che aveva acquistato parte delle quote della scuderia francese. Fu guidata da Bertrand Gachot e Ukyo Katayama. Dopo che la Venturi vendette le partecipazione della Larrousse alla fine della stagione, la LC92 fu rimpiazzata dalla Larrousse LH93.

## Risultati in Formula 1
| Anno | Team                           | Motore                              | Gomme | Piloti   |     |    |     |     |     |     |     |     |     |     |     |    |     |     |     |     | Punti | Pos. |
| ---- | ------------------------------ | ----------------------------------- | ----- | -------- | --- | -- | --- | --- | --- | --- | --- | --- | --- | --- | --- | -- | --- | --- | --- | --- | ----- | ---- |
| 1992 | Central Park Venturi Larrousse | Lamborghini LE3512 3495 cm³ V12 80° | G     | Gachot   | Rit | 11 | Rit | Rit | Rit | 6   | SQ  | Rit | Rit | 14  | Rit | 18 | Rit | Rit | Rit | Rit | 1     | 11º  |
| 1992 | Central Park Venturi Larrousse | Lamborghini LE3512 3495 cm³ V12 80° | G     | Katayama | 12  | 12 | 9   | NQ  | Rit | NPQ | Rit | Rit | Rit | Rit | Rit | 17 | 9   | Rit | 11  | Rit | 1     | 11º  |

| Legenda | 1º posto     | 2º posto | 3º posto    | A punti         | Senza punti/Non class.  | Grassetto – Pole position Corsivo – Giro più veloce |
| Legenda | Squalificato | Ritirato | Non partito | Non qualificato | Solo prove/Terzo pilota | Grassetto – Pole position Corsivo – Giro più veloce |